# Grand Prix Belgie 1998
Grand Prix Belgie 1998 (LVI Foster's Belgian Grand Prix) třináctý závod 49. ročníku mistrovství světa jezdců Formule 1 a 41. ročníku poháru konstruktérů, historicky již 627. grand prix, se uskutečnila na okruhu Circuit de Spa-Francorchamps.

## Výsledky

### Kvalifikace
| Pořadí | Číslo | Jezdec                | Konstruktér         | Čas      | Odstup |
| ------ | ----- | --------------------- | ------------------- | -------- | ------ |
| 1      | 8     | Mika Häkkinen         | McLaren-Mercedes    | 1:48.682 | Pole   |
| 2      | 7     | David Coulthard       | McLaren-Mercedes    | 1:48.845 | +0.163 |
| 3      | 9     | Damon Hill            | Jordan-Mugen-Honda  | 1:49.728 | +1.046 |
| 4      | 3     | Michael Schumacher    | Ferrari             | 1:50.027 | +1.345 |
| 5      | 4     | Eddie Irvine          | Ferrari             | 1:50.189 | +1.507 |
| 6      | 1     | Jacques Villeneuve    | Williams-Mecachrome | 1:50.204 | +1.522 |
| 7      | 5     | Giancarlo Fisichella  | Benetton-Playlife   | 1:50.462 | +1.780 |
| 8      | 10    | Ralf Schumacher       | Jordan-Mugen-Honda  | 1:50.501 | +1.819 |
| 9      | 2     | Heinz-Harald Frentzen | Williams-Mecachrome | 1:50.686 | +2.004 |
| 10     | 14    | Jean Alesi            | Sauber-Petronas     | 1:51.189 | +2.507 |
| 11     | 6     | Alexander Wurz        | Benetton-Playlife   | 1:51.648 | +2.966 |
| 12     | 15    | Johnny Herbert        | Sauber-Petronas     | 1:51.851 | +3.169 |
| 13     | 12    | Jarno Trulli          | Prost-Peugeot       | 1:52.572 | +3.890 |
| 14     | 18    | Rubens Barrichello    | Stewart-Ford        | 1:52.670 | +3.988 |
| 15     | 11    | Olivier Panis         | Prost-Peugeot       | 1:52.784 | +4.102 |
| 16     | 16    | Pedro Diniz           | Arrows              | 1:53.037 | +4.355 |
| 17     | 19    | Jos Verstappen        | Stewart-Ford        | 1:53.149 | +4.467 |
| 18     | 17    | Mika Salo             | Arrows              | 1:53.207 | +4.525 |
| 19     | 21    | Toranosuke Takagi     | Tyrrell-Ford        | 1:53.237 | +4.555 |
| 20     | 20    | Ricardo Rosset        | Tyrrell-Ford        | 1:54.850 | +6.168 |
| 21     | 22    | Šindži Nakano         | Minardi-Ford        | 1:55.084 | +6.402 |
| 22     | 23    | Esteban Tuero         | Minardi-Ford        | 1:55.520 | +6.838 |

### Závod
| Pořadí | Číslo | Jezdec                | Konstruktér         | Kola | Čas/odstoupení | Start | Body |
| ------ | ----- | --------------------- | ------------------- | ---- | -------------- | ----- | ---- |
| 1      | 9     | Damon Hill            | Jordan-Mugen-Honda  | 44   | 1:43:47.407    | 3     | 10   |
| 2      | 10    | Ralf Schumacher       | Jordan-Mugen-Honda  | 44   | +0.932         | 8     | 6    |
| 3      | 14    | Jean Alesi            | Sauber-Petronas     | 44   | +7.240         | 10    | 4    |
| 4      | 2     | Heinz-Harald Frentzen | Williams-Mecachrome | 44   | +32.243        | 9     | 3    |
| 5      | 16    | Pedro Diniz           | Arrows              | 44   | +51.682        | 16    | 2    |
| 6      | 12    | Jarno Trulli          | Prost-Peugeot       | 42   | +2 kola        | 13    | 1    |
| 7      | 7     | David Coulthard       | McLaren-Mercedes    | 39   | +5 kol         | 2     |      |
| 8      | 22    | Šindži Nakano         | Minardi-Ford        | 39   | +5 kol         | 21    |      |
| Ret    | 5     | Giancarlo Fisichella  | Benetton-Playlife   | 26   | Kolize         | 7     |      |
| Ret    | 3     | Michael Schumacher    | Ferrari             | 25   | Kolize         | 4     |      |
| Ret    | 4     | Eddie Irvine          | Ferrari             | 25   | Vyjetí z tratě | 5     |      |
| Ret    | 23    | Esteban Tuero         | Minardi-Ford        | 17   | Převodovka     | 22    |      |
| Ret    | 1     | Jacques Villeneuve    | Williams-Mecachrome | 16   | Vyjetí z tratě | 6     |      |
| Ret    | 21    | Toranosuke Takagi     | Tyrrell-Ford        | 10   | Vyjetí z tratě | 19    |      |
| Ret    | 19    | Jos Verstappen        | Stewart-Ford        | 8    | Motor          | 17    |      |
| Ret    | 8     | Mika Häkkinen         | McLaren-Mercedes    | 0    | Kolize         | 1     |      |
| Ret    | 6     | Alexander Wurz        | Benetton-Playlife   | 0    | Kolize         | 11    |      |
| Ret    | 15    | Johnny Herbert        | Sauber-Petronas     | 0    | Kolize         | 12    |      |
| DNS    | 18    | Rubens Barrichello    | Stewart-Ford        | 0    | Kolize         | 15    |      |
| DNS    | 11    | Olivier Panis         | Prost-Peugeot       | 0    | Kolize         | 14    |      |
| DNS    | 17    | Mika Salo             | Arrows              | 0    | Kolize         | 18    |      |
| DNS    | 20    | Ricardo Rosset        | Tyrrell-Ford        | 0    | Kolize         | 20    |      |

## Průběžné pořadí šampionátu
Pohár jezdců
| Pořadí | Jezdec             | Body |
| ------ | ------------------ | ---- |
| 1      | Mika Häkkinen      | 77   |
| 2      | Michael Schumacher | 70   |
| 3      | David Coulthard    | 48   |
| 4      | Eddie Irvine       | 32   |
| 5      | Jacques Villeneuve | 20   |

Pohár konstruktérů
| Pořadí | Konstruktér         | Body |
| ------ | ------------------- | ---- |
| 1      | McLaren–Mercedes    | 125  |
| 2      | Ferrari             | 102  |
| 3      | Benetton-Playlife   | 32   |
| 4      | Williams-Mecachrome | 30   |
| 5      | Jordan-Mugen-Honda  | 26   |